# Mega Mindy en de Snoepbaron
Mega Mindy en de Snoepbaron is de derde film over de fictieve superheldin Mega Mindy, een jeugdserie op Ketnet en een productie van Studio 100.

## Verhaal
Mieke wil de nieuwste uitvinding van Opa Fonkel, een liefdesserum, gebruiken om Toby eindelijk voor zich te winnen. Net wanneer haar plannetje lijkt te lukken, wordt Oma Fonkel ontvoerd door Louis de Snoepbaron. Hij was ooit de rijkste snoepproducent ter wereld, maar zijn fabriek ging failliet omdat Oma Fonkel de allerlekkerste snoepjes verkoopt. Louis start zijn fabriek terug op en dwingt Oma Fonkel om hem te helpen de heerlijkste snoepjes te maken. Louis krijgt ook het liefdesserum van Opa Fonkel in handen en besluit het te verwerken in zijn snoep, zodat iedereen van hem zal houden en hij weer de machtigste man ter wereld kan worden.
Mieke, Toby en commissaris Migrain beginnen de zaak te onderzoeken, maar al snel eet Migrain van de besmette snoepjes en wordt hij een volgeling van de Snoepbaron. Toby vervangt hem als commissaris en zal met plezier Mega Mindy helpen bij het bestrijden van het kwaad. Uiteindelijk wordt Oma Fonkel bevrijdt. Opa Fonkel krijgt het idee om Oma Fonkel als Mega Oma naar de fabriek te sturen met een antiserum. Het plannetje lijkt te werken, maar Mega Toby eet vervolgens ook van de snoepjes met liefdesserum en wil Mega Mindy uitschakelen. Toch geeft Mega Mindy de strijd niet op, want echte liefde overwint alles.

## Rolverdeling
| Acteur               | Personage                                              |
| -------------------- | ------------------------------------------------------ |
| Free Souffriau       | Mieke Fonkel / Mega Mindy                              |
| Louis Talpe          | Agent Toby / Mega Toby                                 |
| Nicky Langley        | Oma Fonkel / Mega Oma                                  |
| Fred Van Kuyk        | Opa Fonkel                                             |
| Anton Cogen          | Kamiel Migrain                                         |
| Matthias Temmermans  | Bliep (stem)                                           |
| Johny Voners         | Louis Des-Bonbons-de-douleur-de-ventre (De Snoepbaron) |
| Tristan Versteven    | Alexander De Kanselier                                 |
| Dennis van der Geest | Rufus Roffel                                           |
| Angela Schijf        | Zaila Keersmaekers                                     |

## Achtergrond

### Productie
Het Genkse C-Mine in Winterslag is grotendeels het decor voor de derde Mega Mindy-film. Ook het voormalige zendgebouw Radio Kootwijk werd gebruikt voor een aantal scenes.